# 달링턴 FC
달링턴 FC(Darlington F.C.)는 잉글랜드 더럼주 달링턴을 본거지로 하던 축구 클럽 팀이다. 이 팀은 1883년에 창단되었으며 2012년에 해산되었다. 2011-12 시즌에서 콘퍼런스 내셔널에 참가했으며 22위를 기록하면서 강등되었다.
해체 이후, 달링턴 1883으로 재창단되었다.

## 선수 명단

### 현역
참고: FIFA 자격 규정에 따라 소속된 국가대표팀 국기를 표시합니다. 선수는 복수의 FIFA 비회원국 국적을 가지고 있을 수 있습니다.
| 번호 | 포지션 | 국적     | 이름        |
| ---- | ------ | -------- | ----------- |
| 4    | MF     | 잉글랜드 | 톰 플랫     |
| 10   | FW     | 수리남   | 세드릭 메인 |

| 번호 | 포지션 | 국적 | 이름 |
| ---- | ------ | ---- | ---- |

## 역대 감독
| 감독          | 임기        |
| ------------- | ----------- |
| 스티브 스톤턴 | 2009 ~ 2010 |